# مستشفى حورس التخصصي
مستشفي حورس التخصصي أو أرمنت المركزي هي مستشفي تقع في مدينة أرمنت، الأقصر، مصر.

## الوصف
بلغت تكلفة الإنشاءات 173 مليون جنيه، و277 مليون جنيه تكلفة التجهيزات والمعدات، بإجمالي تكلفة بلغت 450 مليون جنيه.
المستشفى تشمل 7 طوابق، تضم 112 سريرًا للمرضى، و 24 سريرًا للعناية المركزة، و21 سريرًا للغسيل الكلوي، و 12حضَّانة، وتضم كذلك 4 غرف عمليات كبرى، ويوجد بها 3 أدوار لسكن الأطباء، وتشمل أيضا وحدة لقسطرة القلب، بالإضافة إلى وحدة العناية التاجية.